# Piringsdorf
Piringsdorf (ungarisch Répczebónya, Bónya; kroatisch Piringštof) ist eine Gemeinde im Bezirk Oberpullendorf im Burgenland in Österreich.

## Geografie
Die Gemeinde liegt im Mittelburgenland. Piringsdorf ist der einzige Ort in der Gemeinde.
Nachbargemeinden:
|                            | Draßmarkt                                   |                 |
| Unterrabnitz-Schwendgraben | Kompassrose, die auf Nachbargemeinden zeigt | Steinberg-Dörfl |
|                            | Lockenhaus                                  |                 |

## Geschichte

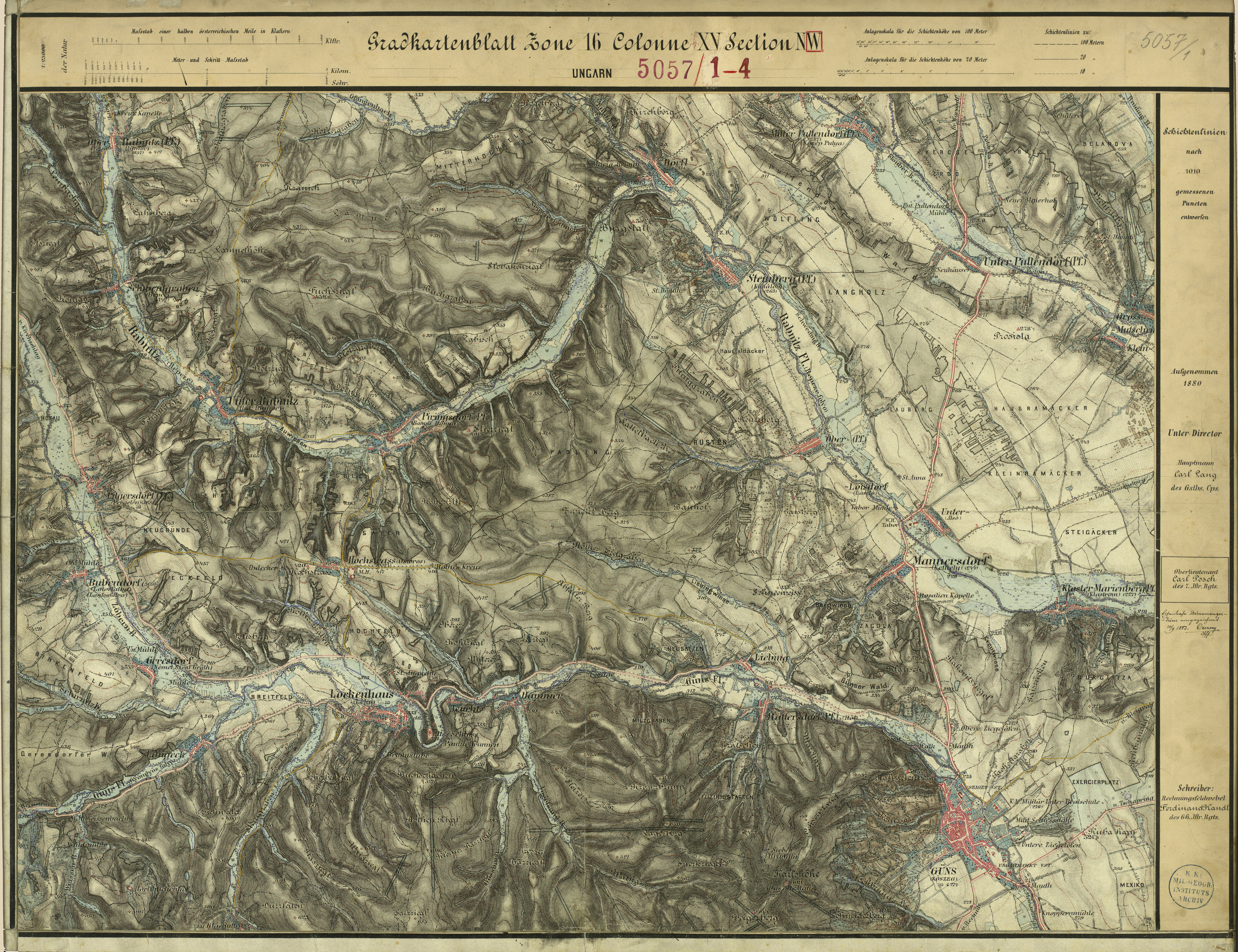
Piringsdorf (Mitte links) um 1880 (Aufnahmeblatt der Landesaufnahme)

Vor Christi Geburt war das Gebiet Teil des keltischen Königreiches Noricum und gehörte zur Umgebung der keltischen Höhensiedlung Burg auf dem Schwarzenbacher Burgberg. Später unter den Römern lag das heutige Piringsdorf in der Provinz Pannonia.
In einer Urkunde vom 12. August 1390 vom ungarischen König Sigismund wird die Ortschaft unter dem ungarischen Namen Bodonya erstmals erwähnt. Man geht davon aus, dass der Name schon im 8. Jahrhundert eingedeutscht wurde, und daher Piringsdorf schon Jahrhunderte vor der urkundlichen Erwähnung bestanden hat. Der Name wurde allerdings nur mündlich von Generation zu Generation weitergegeben.
Der Ort gehörte, wie das gesamte Burgenland, bis 1920/21 zu Ungarn (Deutsch-Westungarn). Seit 1898 musste aufgrund der Magyarisierungspolitik der Regierung in Budapest der ungarische Ortsname Répczebónya verwendet werden. Nach Ende des Ersten Weltkriegs wurde nach zähen Verhandlungen Deutsch-Westungarn in den Verträgen von St. Germain und Trianon 1919 Österreich zugesprochen. Der Ort gehört seit 1921 zum neu gegründeten Bundesland Burgenland (siehe auch Geschichte des Burgenlandes). Der einzige Fluss des Dorfes ist die Rabnitz, welche in Ungarn bei Győr in die Raab mündet.
Aufgrund des Gemeindestrukturverbesserungsgesetzes wurden mit 1. Jänner 1971 die zuvor selbständigen Gemeinden Piringsdorf, Schwendgraben und Unterrabnitz zur Gemeinde Piringsdorf-Unterrabnitz zusammengelegt. Am 10. Juli und am 26. November 1990 beschloss der Gemeinderat die Großgemeinde in die neuen Gemeinden Piringsdorf und Unterrabnitz-Schwendgraben zu teilen. Per Verordnung der burgenländischen Landesregierung vom 12. Dezember 1990 wurde die Auflösung der Großgemeinde per 1. Jänner 1991 beschlossen.

## Sprachinsel Piringsdorf
In Piringsdorf wird ein Dialekt gesprochen, der sich sehr stark vom Dialekt der Nachbardörfer unterscheidet und außerhalb von Piringsdorf so gut wie von niemanden verstanden wird. Die Sprachinselcharakteristik ergibt sich aus den Unterschieden im Wortschatz, in der Aussprache und auch in der Morphologie. Die Ursachen für diese sprachlichen Unterschiede sind wahrscheinlich in der Siedlungsgeschichte des Ortes zu suchen. Vermutlich haben sich die ersten Siedler aus dem Ostfränkischen (dem heutigen Bayern) in Piringsdorf niedergelassen und sich hier ihre ursprünglichen Sprachformen weitgehend erhalten. Es gibt jedoch keine Dokumente aus der Frühzeit des Ortes.
Im Piringsdorfer Dialekt sind alte Wortformen erhalten geblieben, die im deutschen Sprachraum bereits im 16. Und 17. Jahrhundert verschwunden sind. Beispiele dafür sind:
foläsch = falsch; Foaränga = Farbe; Bearänga = Gebirge.

## Kultur und Sehenswürdigkeiten

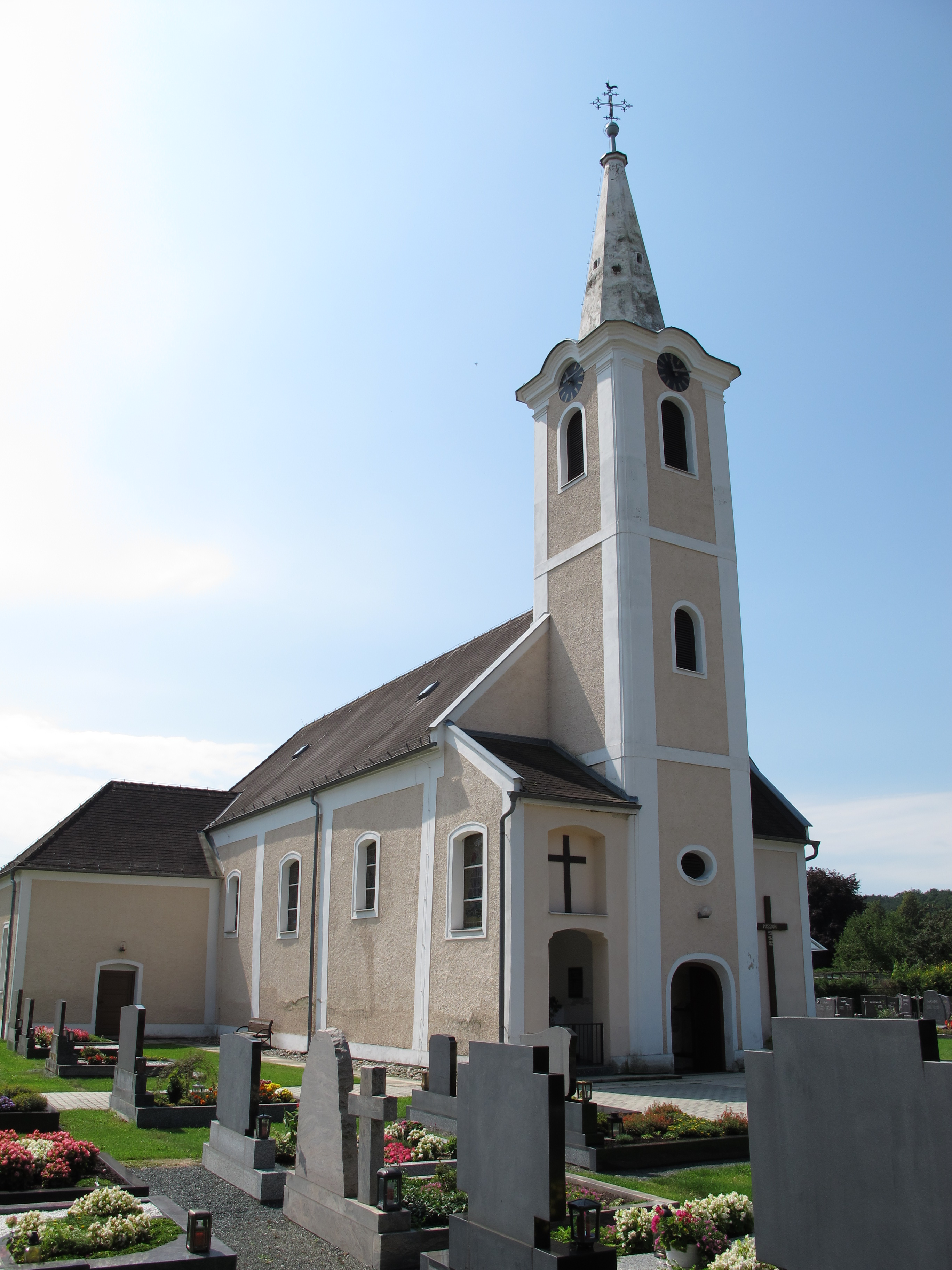
Pfarrkirche Piringsdorf

- Katholische Pfarrkirche Piringsdorf Hll. Johannes der Täufer und Koloman
- Heilquelle „Sulz“
- Flechtmuseum
- Mariensäule im Ort

## Politik

### Gemeinderat
Der Gemeinderat umfasst aufgrund der Anzahl der Wahlberechtigten insgesamt 15 Mitglieder.
| Partei          | 2022             | 2022             | 2022             | 2017             | 2017             | 2017             | 2012             | 2012             | 2012             | 2007    | 2007    | 2007    | 2002             | 2002             | 2002             | 1997             | 1997             | 1997             |
| Partei          | Sti.             | %                | M.               | Sti.             | %                | M.               | Sti.             | %                | M.               | Sti.    | %       | M.      | Sti.             | %                | M.               | Sti.             | %                | M.               |
| --------------- | ---------------- | ---------------- | ---------------- | ---------------- | ---------------- | ---------------- | ---------------- | ---------------- | ---------------- | ------- | ------- | ------- | ---------------- | ---------------- | ---------------- | ---------------- | ---------------- | ---------------- |
| SPÖ             | 419              | 65,26            | 10               | 403              | 62,00            | 9                | 383              | 59,66            | 9                | 447     | 61,57   | 10      | 463              | 64,85            | 10               | 427              | 59,14            | 9                |
| ÖVP             | 223              | 34,74            | 5                | 247              | 38,00            | 6                | 259              | 40,34            | 6                | 252     | 34,71   | 5       | 222              | 31,09            | 5                | 251              | 34,76            | 5                |
| FPÖ             | nicht kandidiert | nicht kandidiert | nicht kandidiert | nicht kandidiert | nicht kandidiert | nicht kandidiert | nicht kandidiert | nicht kandidiert | nicht kandidiert | 11      | 1,52    | 0       | 29               | 4,06             | 0                | 44               | 6,09             | 1                |
| FBL             | nicht kandidiert | nicht kandidiert | nicht kandidiert | nicht kandidiert | nicht kandidiert | nicht kandidiert | nicht kandidiert | nicht kandidiert | nicht kandidiert | 16      | 2,20    | 0       | nicht kandidiert | nicht kandidiert | nicht kandidiert | nicht kandidiert | nicht kandidiert | nicht kandidiert |
| Wahlberechtigte | 847              | 847              | 847              | 853              | 853              | 853              | 863              | 863              | 863              | 872     | 872     | 872     | 851              | 851              | 851              | 824              | 824              | 824              |
| Wahlbeteiligung | 83,59 %          | 83,59 %          | 83,59 %          | 84,41 %          | 84,41 %          | 84,41 %          | 87,25 %          | 87,25 %          | 87,25 %          | 87,50 % | 87,50 % | 87,50 % | 90,13 %          | 90,13 %          | 90,13 %          | 95,27 %          | 95,27 %          | 95,27 %          |

### Gemeindevorstand
[veraltet]Neben Bürgermeister Thomas Hauser (SPÖ) und Vizebürgermeister Michael Böhm (ÖVP) gehören weiters die geschäftsführenden Gemeinderäte Josef (ÖVP), Astrid Fraller (SPÖ) und Eduard Paller junior (SPÖ) dem Gemeindevorstand an.
Umweltgemeinderätin Martina Treiber.

### Bürgermeister
Bürgermeister ist seit 9. Dezember 2016 Thomas Hauser (SPÖ). Nach dem Rücktritt von Stefan Hauser (SPÖ), der seit 1996 dieses Amt innehatte, wurde Thomas Hauser vom Gemeinderat als neuer Ortschef gewählt. Bei der Bürgermeisterdirektwahl am 1. Oktober 2017 wurde Thomas Hauser mit 63,44 % in seinem Amt bestätigt. Sein Mitbewerber Michael Böhm (ÖVP) kam auf 36,56 %.
Bei der Wahl 2022 wurde Thomas Hauser mit 66,13 Prozent im ersten Wahlgang wieder zum Bürgermeister gewählt.
Amtsleiter ist Christian Stampf.

### Wappen
|  | Am 5. Mai 1998 wurde von der burgenländischen Landesregierung der Gemeinde Piringsdorf das Recht zur Führung eines offiziellen Gemeindewappens verliehen. Den Mittelpunkt bildet ein Spezifikum von Piringsdorf, das goldgelbe „Simperl“, als Symbol für die traditionelle Hausindustrie, aber auch für das Korbflechterdorf. Drei goldgelbe Ähren sprießen aus dem Simperl, als Symbol für die aufstrebende Gemeinde, für aktive Gewerbebetriebe und aktives Vereinsleben, aber auch als Symbol für Wachstum und Ursprung des Simperls. Die Wellen und die Farbe blau symbolisieren das reichhaltige Mineralwasservorkommen. Als Gemeindefarben wurden blau und gold festgelegt. |

### Gemeindepartnerschaften
- Meyrieu-les-Étangs in Frankreich ist seit 1999 Partnergemeinde.[14]
- Kőszegfalva, ein Stadtteil von Kőszeg in Ungarn, ist seit 2011 Partnergemeinde.[14]

## Söhne und Töchter von Piringsdorf
- Karl Weidinger (* 1962), österreichischer Schriftsteller, Übersetzer und Hörspielautor